# Cyklokoalícia
Cyklokoalícia je slovenské občanské sdružení, které se věnuje primárně městské cyklistice. Vznikla v roce 2011 v Bratislavě a postupně se rozšířila do několika slovenských měst. Je členem Evropské cyklistické federace a Světové cyklistické aliance.
Věnuje se propagaci městské cyklistiky, urbanismu a kvalitě života ve městech. Pořádá semináře, sčítání cyklistů, připomínkuje zákony a vede několik projektů.  

## Projekty

### Do školy na bicykli
Každoroční kampaň na podporu žáků a studentů, kteří dojíždějí do školy na kole či koloběžce. V roce 2020 se do kampaně zapojilo skoro 50 tisíc žáků z 238 mateřských, základních a středních škol z celého Slovenska.

### CykloDobro
Košická část Cyklokoalície každý rok opravuje použitá kola, která následně poskytuje zdarma lidem ze sociálně vyloučených lokalit. Akce se koná v rámci Evropského týdne mobility.

### Cyklomestá
Cyklomestá je mezinárodní konference o mobilitě, která se koná každý rok. Trvá celý víkend a přednáší na ní desítky lidí z celé Evropy. V roce 2025 se konala v Trnavě.